# River Bois Marigot
Der River Bois Marigot (französisch Sumpfwald-Fluss) ist ein Fluss im Osten von Dominica im Parish Saint David.

## Geographie
Der River Bois Marigot ist ein Ursprungsbach des Saint Sauveur River im Krater von Saint Sauveur. Die Hauptquelle entspringt im Südwesten des Kraters, an einem der höchsten Gipfel des Kammes (Quarantine), wahrscheinlich aus demselben Grundwasserleiter wie die Ravine Fille, sowie der Sourischol River, der Vio River, die jedoch jeweils zu anderen Flusssystemen gehören (Castle Bruce River, beziehungsweise Rosalie River). Er beschreibt einen Südbogen nach Nordosten, wo sie bei Saint Sauveur Estate mit der Ravine Fille zusammenfließt und den Saint Sauveur River bildet. Der Fluss ist ca. 3,7 km lang.